# Gawan
Gawan là một thị xã và là một nagar panchayat của quận Budaun thuộc bang Uttar Pradesh, Ấn Độ.

## Địa lý
Gawan có vị trí 28°26′B 78°21′Đ / 28,43°B 78,35°Đ Nó có độ cao trung bình là 193 mét (633 feet).

## Nhân khẩu
Theo điều tra dân số năm 2001 của Ấn Độ, Gawan có dân số 7753 người. Phái nam chiếm 53% tổng số dân và phái nữ chiếm 47%. Gawan có tỷ lệ 42% biết đọc biết viết, thấp hơn tỷ lệ trung bình toàn quốc là 59,5%: tỷ lệ cho phái nam là 50%, và tỷ lệ cho phái nữ là 32%. Tại Gawan, 19% dân số nhỏ hơn 6 tuổi.